# Leptoneta namkungi
Espèce
Leptoneta namkungi est une espèce d'araignées aranéomorphes de la famille des Leptonetidae.

## Distribution
Cette espèce est endémique de Corée du Sud. Elle se rencontre sur le mont Buyong

## Publication originale
- Kim, Jung, Kim & Lee, 2004 : « Two new species of litter-inhabiting spiders of the genus Leptoneta from Korea (Araneae: Leptonetidae) ». The Canadian Entomologist, vol. 136, no 5, p. 639-644.